# Grenoux
Grenoux est une ancienne commune de la Mayenne, située à l'ouest du centre-ville de Laval. Elle a été supprimée puis répartie entre Laval et Changé en 1863 en même temps que l'annexion d'Avesnières par Laval. L'ancien village de Grenoux, récupéré par Laval, est actuellement situé dans le quartier administratif « Hilard-Grenoux ». 
Il a en partie conservé un aspect traditionnel, avec une église entourée de quelques fermes, mais il s'est considérablement agrandi avec la construction de lotissements et d'une zone commerciale. Grenoux est aujourd'hui essentiellement résidentiel et composé de maisons individuelles, certaines classées en HLM.

## Histoire

Laval en 1863, après l'annexion de Grenoux, d'Avesnières et d'une partie de Changé.

Le village de Grenoux se trouve sur le tracé de la voie romaine Le Mans-Corseul, et des vestiges de maçonnerie gallo-romaine y ont été découverts à partir du XIXe siècle. L'église paroissiale Saint-Sulpice, qui date du XIe siècle, est d'ailleurs de fondation plus ancienne, et son existence pourrait remonter au VIIIe ou au IXe siècle,. Sous l'Ancien Régime, le territoire de Grenoux appartenait aux seigneurs de Rouessé. Leur manoir (Manoir de Rouessé), qui existe toujours, se trouvait d'ailleurs sur le sol de la commune avant sa fusion avec Laval. La seigneurie de Rouessé avait par ailleurs été acquise au XVIIIe siècle par la famille de Preaulx. Le nom de « Grenoux » désigne probablement un endroit où on trouve des grenouilles. De son côté, Éloi Johanneau, un historien du XIXe siècle, suppose que « Grenoux » viendrait du grec « crêné », qui signifie fontaine ; le bassin d'une fontaine antique y ayant été découvert.
La commune de Grenoux est supprimée puis répartie entre Laval et Changé en 1863 en même temps que l'annexion d'Avesnières par Laval.
Grenoux a été le premier quartier de Laval à être libéré en 1944. Après avoir attaqué les Allemands aux Bézières, près de Saint-Berthevin, le 313e régiment américain d'infanterie fait reculer l'ennemi dans la ville, qui avait positionné des tanks sur les rues de Joinville et d'Ernée, puis les américains s'installent à Grenoux le 5 août. Des Allemands y sont faits prisonniers puis, le lendemain vers 15 heures, les Américains atteignent le centre-ville. Laval est totalement libérée le 6 août vers 19 heures.
À l'initiative d'un habitant de Grenoux, une stèle a été érigée dans ce quartier avec une plaque de bronze portant la mention suivante ; « remember ... 6 août 1944. Honneur au 11/313 infantry Régiment de la 79e compagnie américaine qui enleva ici le dernier point de résistance allemande devant Laval ».
Le démantèlement de la paroisse en 1967 s'acheva au profit de la cathédrale de Laval et surtout de la paroisse de Notre-Dame des Cordeliers.
Le quartier s'est surtout développé après 1980, lorsque les premiers lotissements ont vu le jour. Grenoux devait alors seconder le quartier du Bourny, construit pendant la décennie précédente. Une Zone d'aménagement différé (ZAD) de 180 hectares est créée en 1984, puis la construction du centre commercial « La Mayenne » est décidée la même année, après de longs débats avec les commerçants du centre-ville. Grenoux reste par ailleurs sujet à des extensions urbaines, notamment vers le territoire de Changé et Saint-Berthevin.

## Géographie
L'ancienne commune de Grenoux s'étendait entre le centre de Laval et Saint-Berthevin. Elle comprenait non seulement le village proprement dit, mais aussi les hameaux du Bourny, des Fourches ou encore de Haute-Follis. Sa limite Est, avec Laval, correspondait à la rue Haute-Follis. 
L'ancien village de Grenoux se trouve sur la limite nord-ouest de Laval, il est limité au nord et à l'ouest par les communes de Changé et Saint-Berthevin, au sud par la ligne de Paris-Montparnasse à Brest et à l'est par le centre commercial « La Mayenne ».

## Démographie
| 1793 | 1800 | 1806 | 1821  | 1831  | 1836  |
| ---- | ---- | ---- | ----- | ----- | ----- |
| 902  | 818  | 870  | 1 131 | 1 300 | 1 445 |

| 1841  | 1846  | 1851  | 1856  | 1861  | - |
| ----- | ----- | ----- | ----- | ----- | - |
| 1 483 | 1 459 | 1 577 | 1 901 | 1 725 | - |

## Patrimoine
L'église Saint-Sulpice, datée du XIe siècle, est un édifice roman, construit sur des restes gallo-romains. Les abords de l'église forment une zone naturelle protégée.

## Vie locale
Situé en périphérie de la ville et à proximité de la rocade, Grenoux possède une zone d'aménagement concerté (ZAC) comprenant notamment le grand centre commercial « La Mayenne », qui totalise 40 enseignes, un hypermarché de 8 000 m2 et trois millions de visiteurs par an.
Le quartier compte aussi deux écoles primaires : l'école Françoise Dolto, publique, et l'école Sainte-Marie, privée. Grenoux possède également une maison de quartier.